# Alexandrov (město)
Alexandrov (rusky Алекса́ндров) je město ve Vladimirské oblasti v Ruské federaci. Při sčítání lidu v roce 2010 mělo přes 61 tisíc obyvatel.

## Poloha
Alexandrov leží na řece Seraji (přítok Šerny v povodí Kljazmy). Je vzdálen přibližně 125 kilometrů na severozápad od Vladimiru, správního střediska oblasti, a 125 kilometrů na severovýchod od Moskvy hlavního města celé Ruské federace. Nejbližší města k Alexandrovu jsou Strunino osm kilometrů na západ a Karabanovo devět kilometrů na jih.

## Dějiny
První zmínky o Alexandrovu jsou z čtrnáctého století, původně se místo jmenovalo Alexandrova sloboda (Алекса́ндрова слобода́). Začátkem šestnáctého století si tu moskevský velkokníže Vasilij III. postavil rezidenci a v roce 1513 byla také postavena katedrála.
Význam Alexandrova dále významně pozvedl Ivan IV. řečený Hrozný, který z něj na krátkou dobu udělal své sídlo a tím faktické hlavní město Ruska. Právě zde ale zabil v listopadu 1581 svého syna Ivana Ivanoviče a pak navždy Alexandrov opustil. Alexandrov pak upadal a znovu ho pozdvihla až nová carská přízeň, když si zde nechal v sedmnáctém století Michail Fjodorovič postavit dřevěný palác.
V roce 1778 se Alexandrov stal městem.